# Firmin António
Firmin António é presidente e fundador do Grupo Accor no Brasil.
Empreendedor português naturalizado francês, está no Brasil desde 1976.
Firmin António nasceu em Lisboa, mas foi criado na França, onde se juntou ao grupo que hoje é conhecido como o Grupo Accor. Formado em Economia e Administração pela Conservatoire national des arts et métiers, em Paris, juntou-se ao grupo em 1968. Em 1974 criou o Ticket Restaurante em Portugal e em 1976 veio para o Brasil para lançar o mesmo serviço. Mais tarde, fundou o Accor Hospitality Latin America, composta por 160 hotéis em nova países.
Deesde 2006, António é integrante do Comitê Executivo da Accor Worldwide. Atualmente, ele é diretor honorário da Accor América Latina e membro da Fundação Amazonas Sustentável 